# Rymosia serripes
Rymosia serripes är en tvåvingeart som beskrevs av Oskar Augustus Johannsen 1912. Rymosia serripes ingår i släktet Rymosia och familjen svampmyggor.
Artens utbredningsområde är New York. Inga underarter finns listade i Catalogue of Life.